# チビ太
チビ太（チビた）は、赤塚不二夫のギャグ漫画『おそ松くん』に登場する架空の人物である。

## 人物
身長60センチメートルの小柄な男児で、坊主頭のてっぺんに髪の毛が1本生えている。左右の頬にある3本の線は、鼻水が乾いて固まった状態のビジュアル化である。生意気で負けず嫌いな腕白少年で、笑い声は「ケケッ」。よく六つ子にいじめられているが、イヤミと悪巧みにはげむことも多い。基本的に純粋で心優しい性格。刑事やガンマン、桃太郎など様々な役を演じている。ブラックな作品が多いおそ松くんのキャラの中で、感動の名作の主人公になることが多く、ある意味「おそ松くん」の影の主役とも言える。アニメ第2作では、怒ると「てやんでぇバーローちくしょーっ！」とべらんめぇ口調になる。

### チビ太のおでん
好物はおでん。漫画では鍋で煮込んで自作するシーンもあるが、おでんの屋台で買った串にさしたものを持って登場することが多く、キャラクターを特徴づける道具のひとつになっている。このおでんは上からコンニャク、ガンモ、ナルトで、だしは関西風と設定されている。作者の赤塚によれば、子供の頃、酒を飲ませる大人向けのおでん屋とは別に子供のおやつにおでんを売りにくる屋台があり、ちくわぶ、ガンモ、コンニャクを串に刺して1本5円で売っていたという。

### モデル
チビ太のモデルは、赤塚が少年時代に近所に住んでいた馬車屋の息子。ガキ大将だった赤塚がいくらいじめてもめげずについてくる憎めない子で、さすがの赤塚もそのバイタリティーに脱帽して仲間に入れたというエピソードがある。後に赤塚が漫画家になった時にそのことを思い出し、脇役として採用した。奈良県大和郡山市の常照寺に墓があり、「行年59歳 平成10年3月5日」と刻まれているという。
チビ太は、21世紀の日本ではその名自体が死語となって久しい浮浪児（または戦災孤児）である。戦後まもない昭和30年代までは、傷病兵の物乞いや見せ物小屋などと並び、チビ太のような浮浪児や浮浪少年が少なくなかった。チビ太の頬に描かれた斜線は顔を洗わず薄汚れていることを示し、親はなく住所も不定で、しばしば空き地の土管で寝泊まりしている。おでんはそんなチビ太のような浮浪少年にとってささやかなご馳走であり、虐められようと蔑まれようと、彼は逞しくしたたかに生きてきたのである。

原型
チビ太の原型は赤塚不二夫のギャグデビュー作と言える「ナマちゃん」（「漫画王」ほか’５８年～’６２年）に出て来る乾物屋の息子のカン太郎（背が低くダンダン頭に毛が１本）。
赤塚は、このキャラクターに愛着があり、「おそ松くん」連載以前に「冒険王」、「少年マガジン」に短期間ながら「カン太郎」「キツツキ貫太」のタイトルで連載させている。６３年には「おそ松くん」と同時に少年ブックに「カン太郎」が連載されたが、６５年頃より「チビ太くん」としてスピンアウト作品となった。

## 商品
コンビニエンスストアのサークルKの日本国内店舗では、運営会社がサークルケイ・ジャパンだった当時より、チビ太にちなんで「チビ太のおでん」という商品を販売していた。のちの経営統合にともない、サンクスでも取り扱った。「チビ太のおでん」は1993年度から2014年春まで商品展開されたが、販売終了後も再開してほしいという要望が多数寄せられたために2016年1月より再発売が行われることが決定し、復活した。しかし、ファミリーマートへの統合時には引き継がれず、終売となった。なお、鳴門巻きは全国的にはおでん種として一般的でないため、ごぼう天、ちくわぶなど代替品が使われることが多く、正確な｢チビ太のおでん｣ではなかった。
また、日本酒メーカーの黄桜は、おでんに合う日本酒「チビ太の燗酒」（紙パック入り）を2005年秋から期間限定で発売した。ちょび髭を生やしたチビ太がパッケージに大きく出ている。

## その他
デーブ・スペクターは日本人の友人の影響で週刊少年サンデーを愛読していた。その中で、『おそ松くん』に出てくるチビ太がいつも手にしているおでんを見て、それが食べ物であると知るまで「何らかの武器に違いない」と信じ込んでいた、と語っている。
『ギャハハ三銃士』（『オバケのQ太郎』・『ブラック団』とのクロスオーバー漫画）では、孫悟空風の姿で登場した後、『おそ松くん』アニメ第2期の第64・65話、および『平成天才バカボン』終了後のSPアニメ『バカボンおそ松のカレーをたずねて三千里』では「チビ太の孫悟空」として登場している。

## 声優
1988年以降、ほとんどの場合において田中真弓が演じている。
- 田上和枝 - 第1作、『もーれつア太郎』第1作
- 水垣洋子 - 第1作
- 沢田和子 - 第1作
- 野沢雅子 - 『もーれつア太郎』第1作
- 田中真弓 - （「テヤンデェ、バーロー、チキショー!!」[注釈 1]という決まり文句を生んだ）第2作、『平成天才バカボン』、CR（2004年版・2012年版）、パチスロ（2005年版・2017年版）、その他（チビ太のおでんTVCM・着ボイス）
- ゆきじ - 『レレレの天才バカボン』
- 國立幸 - 『おそ松さん』（第3作）
- 野中藍 - 『おそ松さん』（第3作）第1期第10話（女性に変身して「チビ美」と名乗るパート）

## 登場作品
- おそ松くん
- カン太郎
- チビ太
- ＄ちゃんとチビ太
- チビ太くん
- ひみつのアッコちゃん
- 天才バカボン
- 天才バカボンのおやじ
- もーれつア太郎
  - ア太郎+おそ松
  - 風雲もーれつ城
  - 最後の休日
- ああ!!大脱獄
- チビ太モミモミ物語
- カタキウチでやんす
- レッツラゴン
- はくち小五郎
- ウンコールワット
- 少年フライデー
- のらガキ
- ワルワルワールド
- 不二夫のワルワルワールド
- シェー教の崩壊
- 赤塚不二夫のさわる絵本 よーいどん!